# Fetisov Journalism Awards
Fetisov Journalism Awards es un premio internacional de periodismo otorgado por su destacada contribución al periodismo.
Establecida en 2019 por el empresario Gleb Fetisov. Es uno de los mayores premios periodísticos del mundo por tamaño de recompensa con un fondo de premios de 520.000 francos suizos.

## Historia
El premio fue instituido por el empresario ruso Gleb Fetisov. El objetivo del premio es apoyar el periodismo independiente y cubrir historias que revelan corrupción, injusticias y violaciones de los derechos humanos.
El concurso está abierto a periodistas profesionales y organizaciones de medios de comunicación. Las candidaturas son presentadas por sindicatos periodísticos, organizaciones de medios de comunicación y expertos independientes, y los finalistas son elegidos por un jurado internacional compuesto por destacados periodistas, editores y profesionales de los medios de comunicación.

## Categorías
El premio se distribuye entre los ganadores en cuatro nominaciones: «Investigación periodística sobresaliente», «Mejor investigación en ecología», «Contribución al movimiento por los derechos civiles» y «Contribuciones sobresalientes a la paz».
En cada categoría se definen tres ganadores:
- Primer premio: 100.000 francos suizos
- Segundo premio: 50.000 francos suizos
- Tercer premio: 25.000 francos suizos

## Ganadores famosos
Varios destacados periodistas y autores del periodismo de investigación fueron reconocidos con el Premio Fetisov de Periodismo por su contribución a los debates mundiales sobre la libertad de prensa, los derechos humanos y los problemas ambientales:
- Hannah Dreier (2024) — premiada por su cobertura de casos de abuso de niños migrantes.[6]
- The New York Times (2023) — Ruth McLean y Caleb Kabanda recibieron el Premio a la Excelencia en Periodismo Ambiental por su cobertura de turberas del Congo.[7][8]
- Sukanya Shanta (The Wire, 2022) — premiada por su investigación sobre el sistema de castas en las cárceles indias.[9]
- BIRN Bosnia y Herzegovina (2022) — Premio al descubrimiento de casos de corrupción y violaciones de los derechos humanos en los Balcanes.[10]
- Anna-Catherine Brígida (2023) — Reconocida con el Premio a la Investigación de Tecnologías de Vigilancia en Honduras.[11]
- Dipak Adhikari (Nepal, 2020) — Galardonado por su contribución al periodismo dedicado a los derechos civiles.
- Carla Méndez (2022) — Galardonada por sus investigaciones periodísticas sobre la deforestación y la producción de aceite de palma.[12]